# Óvilági poszátafélék

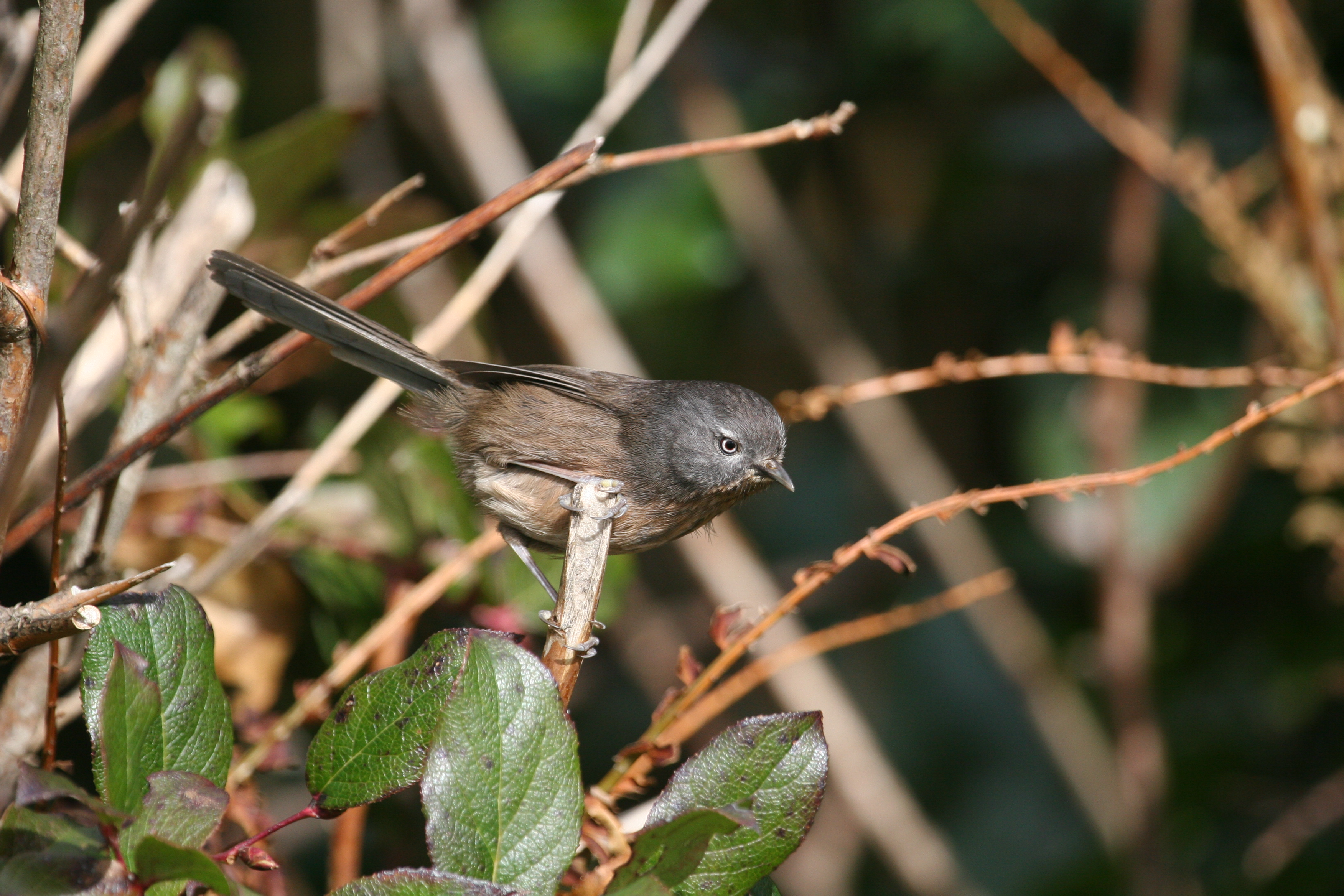
Ökörszem-cinege (Chamaea fasciata), ez a faj egyike a kevés Észak-Amerikában előforduló fajnak a családból

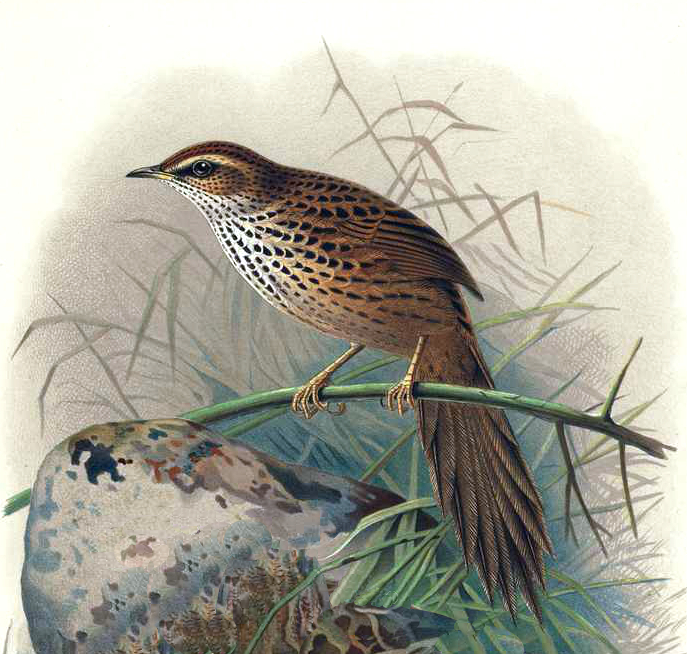
Az Új-Zélandon élő páfrányposzáta (Bowdleria punctata) a legdélebbre előforduló faj a családból

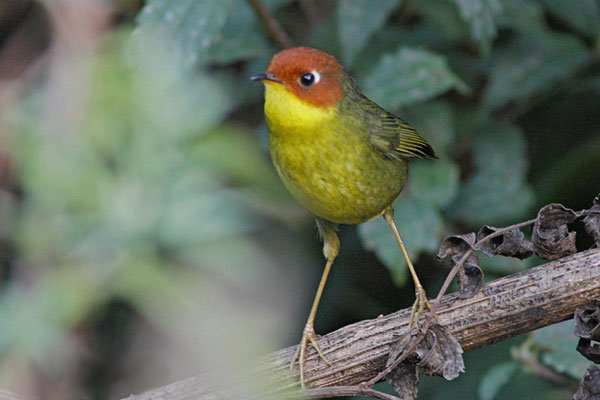
Ökörszemposzáta (Tesia castaneocoronata)

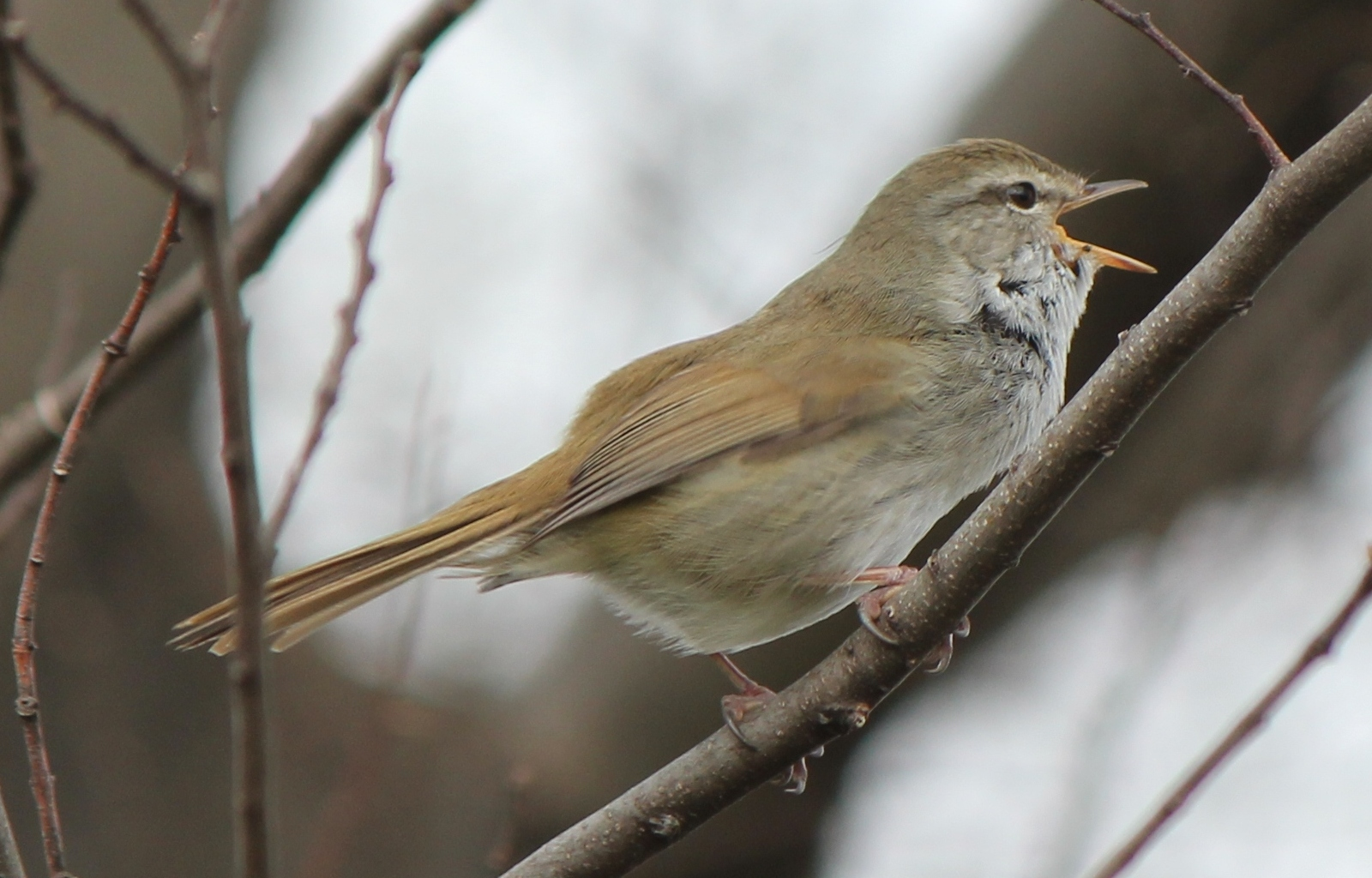
Japán berkiposzáta (Cettia diphone)

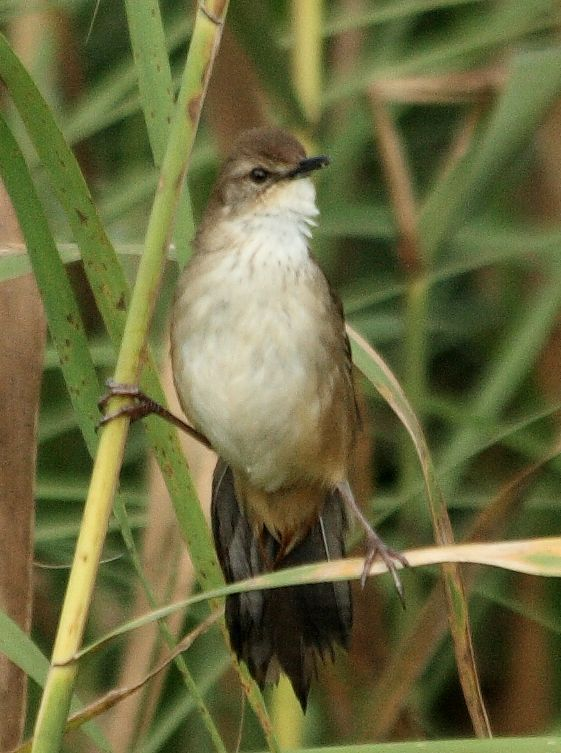
mocsári bozótposzáta (Bradypterus baboecala)

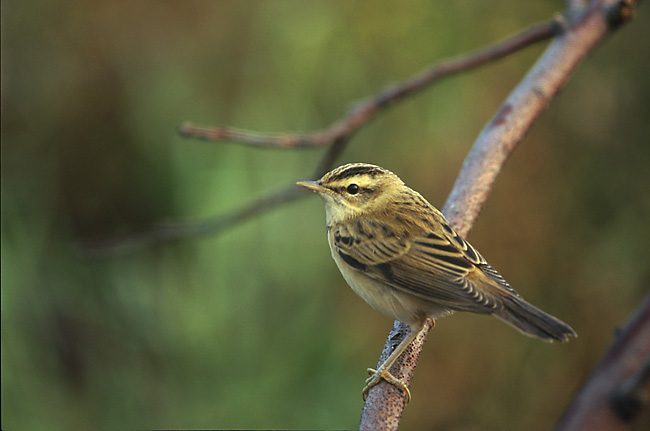
Foltos nádiposzáta (Acrocephalus schoenobaenus)

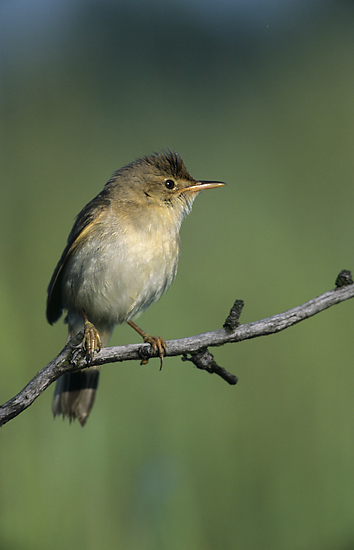
Énekes nádiposzáta (Acrocephalus palustris)

Az óvilági poszátafélék (Sylviidae) a madarak osztályának verébalakúak (Passeriformes) rendjébe tartozó család. 
Újabb információk alapján ma már parafiletikus csoportnak tartják a timáliafélékkel együtt, és számos nemet kell majd mozgatni a családok között.
A régebbi rendszertan a jelenleg önálló családot képező királykafélék (Regulidae), valamint a szuharbújófélék vagy afrikai poszátafélék (Cisticolidae) családjába sorolt fajokat is e család képviselőjeként kategorizálta.

## Elterjedésük
Az óvilági poszáták zöme, mint nevük is mutatja az Óvilágban (Eurázsiában és Afrikában él.) Észak-Amerikát nagyon kevés fajuk hódította meg. Az egyetlen kizárólag ott fészkelő faj az ökörszem-cinege (Chamaea fasciata), mely Kalifornia és Oregon part menti bozótosait lakja. Ennek a fajnak a rendszertani helyzete nem teljesen tisztázott, egyes szerzők szerint ide, mások szerint a közeli rokon timáliafélék (Timaliidae) családjába tartozik.
Észak-Amerika északi részein, pontosabban Alaszka nyugati területein előfordul az északi füzike (Phylloscopus borealis) is, mely alapvetően eurázsiai faj, de fészkelőterületét, mely egész Szibérián végighúzódik kiterjesztette Alaszkára is. Vonulása során azonban nem Észak-Amerika délebbi részeire vonul, hanem a Bering-szoroson át visszarepül Ázsiába, és telelőterülete e kontinens délkeleti részein van.
Amerikában valószínűleg azért nem tudtak szélesebb körben megtelepedni e család képviselői, mert az újvilági poszátafélék (Parulidae), (melyek egyébként nem közeli rokonaik), már széles körben kihasználták a rendelkezésre álló élőhelyeket.
Az óvilági poszátafélék legtöbb faja Afrikában és Eurázsiában él. Mindkét kontinens madárvilágának megvannak a jellemző nemei.
Afrikában a sok egyfajos (monotipikus) nem mellett jellemző nemek a liánposzáták (Apalis nem), az eremomelák (Eremomela) és a sajátságos életmódú csuszkaposzáták (Sylvietta) neme.
Madagaszkár szigetén és a közeli szigeteken ezen nemek egyetlen faja sem fordul elő, ott egyéb, endemikus fajok élnek, mint például a madagaszkári fátyolfarkú poszáta (Dromaeocercus brunneus).
Eurázsia északi részének jellemző nemei a valódi poszáták (Sylvia) nem, a gezék (Hippolais) és a tücsökmadarak neme (Locustella). Ázsia déli és délkeleti részének jellemző poszátái a varrómadarak (Orthotomus) nem 15 faja, valamint a téziák (Tesia) nem képviselői.
A család két legnagyobb neme a (Phylloscopus) (füzikék) melyek döntően eurázsiai madarak, de néhány fajuk a Csendes-óceán területén levő szigeteken is költ, valamint az (Acrocephalus) nembe sorolt nádiposzáták és nádirigók, melyek elterjedési területe szinte teljesen felöleli az egész család elterjedési területét. A nem képviselői egyaránt otthon vannak Afrikában, Eurázsia északi és mérsékelt övi részén, Dél- valamint Délkelet-Ázsiában, Ausztráliában és a család összes neme közül ez hatol be legmélyebben a Csendes-óceáni szigetvilágba. A legkeletebbre költő két faj a Pitcairn-szigeteken honos, a Pitcairn-szigeti nádiposzáta (Acrocephalus vaughani) a névadó Pitcairn-szigeten honos, míg közeli rokon faja a szomszédos Henderson-szigeten endemikus Henderson-szigeti nádiposzáta (Acrocephalus taiti).
A nádiposzáták nagyfokú elterjedési területüket jórészt annak köszönhetik, hogy a család többi tagjával versengő rokon családok egyikében sem fejlődtek ki kifejezetten nádashoz alkalmazkodott fajok, így sokfelé ott is el tudtak terjedni, ahová a többi óvilági poszáta nem jutott el.
A családnak viszonylag kevés képviselője él Ausztrália területén, mert ott egyéb családok, javarészt a Corvida alrendágba tartozó tündérmadárfélék (Maluridae), valamint az ausztrálposzáta-félék (Pardalotidae) töltik be az óvilági poszáták ökológiai helyét. Azért nyolc élőhelyéhez erősen specializálódott óvilági poszáta, mint a sajátságos pacsirtaposzáták, a (Cincloramphus) nem két faja vagy a Spinifex poszáta (Eremiornis carteri) előfordul Ausztráliában is.
Új-Zélandon csak egyetlen nem él, a Bowdleria, melynek két faja közül az álarcos páfrányposzáta (Bowdleria rufescens), mely a Chatham-szigeteken élt, a legdélebbre élő faj volt a családban. Az élőhelyéül szolgáló nádasok felégetése és a meghonosodott macskák miatt ez a faj sajnos mára kihalt, így jelenleg az Új-Zélandon élő páfrányposzáta (Bowdleria punctata) a legdélebbre költő faj a családból.

## Rendszertani besorolásuk
A családba az alábbi nemek tartoznak.
- Myzornis – 1 faj
- Parophasma – 1 faj
- Pseudoalcippe – 2 faj
- Horizorhinus – 1 faj
- Lioptilus – 1 faj
- Sylvia – 6 faj
- Curruca – 26 faj
- Lioparus – 1 faj
- Moupinia – 1 faj
- Fulvetta – 8 faj
- Chrysomma – 3 faj
  - Chrysomma sinense
  - Chrysomma altirostre
  - Chrysomma poecilotis
- Rhopophilus – 2 faj
- Chamaea – 1 faj
- Conostoma – 1 faj
- Cholornis – 2 faj
- Sinosuthora - 6 faj
- Suthora - 3 faj
- Neosuthora – 1 faj
- Chleuasicus – 1 faj
- Psittiparus – 4 faj
- Paradoxornis – 3 faj

- Graueria[1] - 1 faj

Az új besorolások szerint áthelyezve a nádiposzátafélék (Acrocephalidae) családba:
- Acrocephalus – 34 faj
- Hippolais – 7 faj
- Chloropeta – 3 faj
- Nesillas – 5 faj
- Bebrornis - 2 faj

Az új besorolások szerint áthelyezve a tücsökmadárfélék családba:
- Megalurus – 5 faj
- Eremiornis – 1 faj
- Cincloramphus – 2 faj
- Bradypterus – 21 faj
- Elaphrornis – 1 faj
- Dromaeocercus – 1 faj
- Locustella – 8 faj
- Schoenicola – 2 faj
- Buettikoferella – 1 faj
- Chaetornis – 1 faj
- Amphilais – 1 faj
- Megalurulus  – 5 faj
- Trichocichla – 1 faj

Az új besorolások szerint áthelyezve a berkiposzátafélék családba:
- Pholidornis – 1 faj
- Hylia – 1 faj
- Abroscopus – 3 faj
- Erythrocercus ????
- Urosphena – 3 faj
- Hemitesia – 1 faj
- Tesia – 6 faj
- Cettia – 15 faj
- Tickellia – 1 faj
- Phyllergates ????

Az új besorolások szerint áthelyezve a őszapófélék (Aegithalidae) családjába:
- Leptopoecile – 2 faj

Az új besorolások szerint áthelyezve a füzikefélék családba:
- Phylloscopus – 50 faj
- Seicercus – 8 faj

Az új besorolások szerint áthelyezve az afrikai poszáták csoportjába:
- Sylvietta – 10 faj
- Melocichla – 1 faj
- Achaetops – 1 faj
- Sphenoeacus – 1 faj
- Macrosphenus – 5 faj

Az új besorolások szerint áthelyezve a vangagébicsfélék (Vangidae) családjába:
- Newtonia – 4 faj